# Comarque de Valence

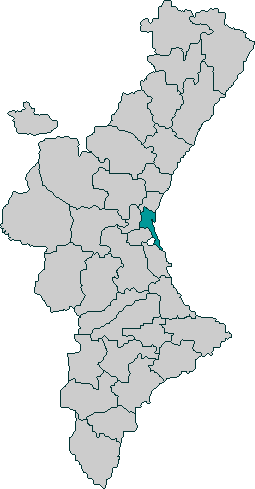
Localisation de la comarque de Valence dans la Communauté valencienne

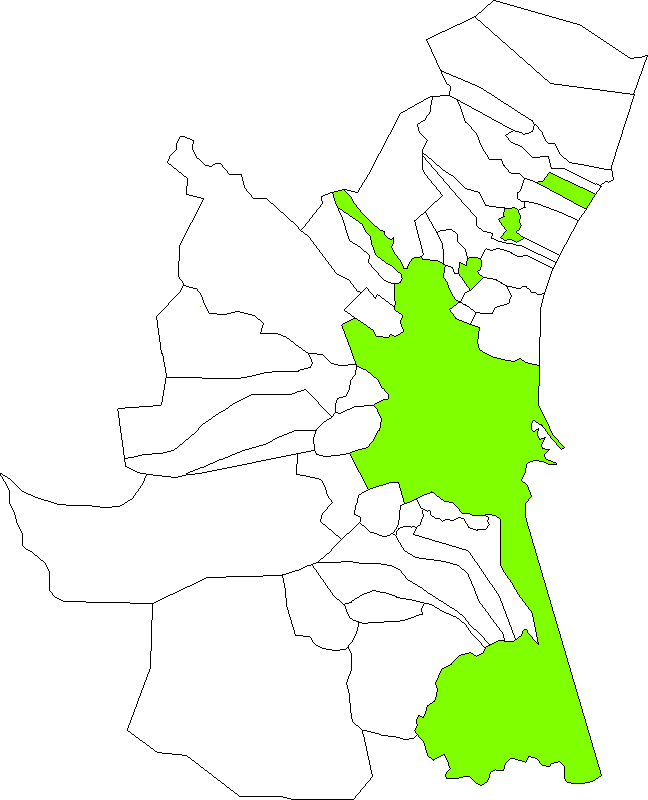
Localisation de la comarque de Valence dans l'ancienne Horta de Valence.

Valence est une comarque du centre de la Communauté valencienne, en Espagne. Elle est constituée de la seule commune de Valence.

## Présentation
La comarque comporte seulement la commune de Valence, ce qui est un cas unique dans la Communauté valencienne. Son chef-lieu est donc Valence, l'historique Cap i Casal. C'est une comarque dans le domaine à prédominance linguistique valencienne, bien que sa population soit assez castillanisée.
Elle faisait anciennement partie de la comarque de l'Horta de Valence, qui incluait les comarques actuelles de l'Horta Nord, l'Horta Oest, l'Horta Sud et de la ville de Valence. En raison de l'accroissement démographique, il a été décidé de diviser cette comarque en quatre.
La comarque de Valence est limitée au nord par l'Horta Nord, à l'ouest par l'Horta Oest, au sud par l'Horta Sud et à l'est par la mer Méditerranée.
Au sud la comarque de Valence inclus l'Albufera et présente donc également une limite avec la comarque de la Ribera Baixa.
Elle comprend donc une seule commune, celle de Valence, cependant elle comprend également quelques villages d'autres communes (Perellonet, el Saler, el Palmar, etc.).